# علی کریمی مله
علی کریمی‌مله متولد اول فروردین 1344 در شهرستان قائم شهر استان مازندران، سیاستمدار اصلاح طلب و پژوهشگر ایرانی است. وی استاد تمام گروه علوم سیاسی دانشگاه مازندران و از پایه گذاران اصلی این رشته در این دانشگاه است. کریمی‌مله به زبان‌های فارسی، عربی و انگلیسی تسلط دارد و تالیف‌های بسیاری در نشریات علمی داخلی و خارجی از وی منتشر شده است. او در دولت حسن روحانی مدیریت مطالعات سیاست داخلی مرکز بررسی‌های استراتژیک ریاست جمهوری را بر عهده داشت و عضو هیات تحریریه فصلنامه مطالعات راهبردی سیاستگذاری عمومی این مرکز بود. در دولت سید محمد خاتمی، معاونت سیاسی-امنیتی استانداری مازندران را بر عهده داشت و در سال 1396 گزینه اصلی اصلاح‌طلبان این استان برای استانداری مازندران بود؛ اما در پی سیاست‌ به کارگیری نیروهای غیربومی در دولت دوم حسن روحانی، استانداری آذربایجان غربی به او پیشنهاد شد که آن را نپذیرفت و ترجیح داد تا به ادامه فعالیت‌های علمی خود در دانشگاه بپردازد. همچنین در سال 1397  او با رای قاطع اعضای هیات علمی دانشگاه مازندران و تایید وزارت علوم، گزینه اصلی ریاست این دانشگاه بود که با مخالفت نهادی امنیتی، از تصدی آن بازماند. شرکت در عملیات والفجر 8، عملیات آزادسازی فاو (بهمن 1364 از لشگر 10 سیدالشهدای تهران)، شرکت در عملیات کربلای 4 و کربلای 5 - غواص لشگر 21 امام رضا (ع)، عضو گردان اخلاص- واحد اطلاعات و عملیات لشگر 21 امام رضا (ع) و خدمت به عنوان نیروی داوطلب بسیجی با جراحت در عملیات کربلای 5 و احراز افتخار جانبازی از سوابق ایثارگری کریمی‌مله است.

## سوابق تحصیلی
- دکتری علوم سیاسی-گرایش مسائل ایران / دانشگاه تربیت مدرس (۱۳۷۶)
- کارشناسی‌ارشد معارف اسلامی و علوم سیاسی / دانشگاه امام صادق (۱۳۶۹)

## سوابق آموزشی
- استاد تمام دانشکده حقوق و علوم سیاسی، دانشگاه مازندران[۱]
- عضو پیوسته انجمن علوم سیاسی ایران
- عضو انجمن مطالعات صلح ایران
- مدیر مسئول فصلنامه مطالعات ملی[۱۳]
- سردبیر فصلنامه پژوهشنامه علوم سیاسی[۱۴]
- سردبیر فصلنامه مطالعات اجتماعی اقوام[۱۵]
- عضو هیات تحریریه فصلنامه پژوهش‌های راهبردی سیاست[۱۶]
- عضو هیات تحریریه فصلنامه دولت پژوهی[۱۷]
- عضو هیات تحریریه فصلنامه مطالعات سیاسی جهان اسلام[۱۸]

## سوابق اجرایی
- مسئول کمیسیون حقوق، علوم سیاسی و الهیات هیأت ممیزه دانشگاه مازندران (۱۳۹۹ – ۱۴۰۱)
- رییس کمیسیون تخصصی علوم انسانی، هیأت ممیزه دانشگاه علوم کشاورزی و منابع طبیعی گلستان (۱۳۹۸ - تاکنون)
- عضو هیأت ممیزه دانشگاه علوم کشاورزی گلستان (۱۳۹۸ - تاکنون)

- مدیر مطالعات سیاست داخلی مرکز بررسی‌های استراتژیک ریاست جمهوری (1393     - 1401)
- عضو هیأت ممیزه دانشگاه مازندران (1393 تاکنون)
- عضو هیأت ممیزه دانشگاه مازندران (۱۳۸۳ - ۱۳۸۴)
- معاون آموزشی دانشگاه مازندران (۱۳۸۳ - ۱۳۸۴)
- عضو هیأت امنای کتابخانه‌های عمومی استان مازندران (1383-1385)
- مدیر گروه دانشکده علوم انسانی دانشگاه مازندران     (۱۳۸۱ - ۱۳۸۳)
- نماینده وزیر عتف در هیأت سه نفره نظارت بر فعالیت‌های سیاسی تشکل‌های     دانشگاهیان (1380 - 1384)
- معاون سیاسی- امنیتی استانداری مازندران و دبیر ستاد مبارزه با مواد     مخدر استان (۱۳۸۰ - ۱۳۸۲)
- مشاور استاندار مازندران (1379-1380)
- عضو شورای فرهنگی دانشگاه مازندران (1379-1381)
- رییس ستاد انتخابات استان مازندران در انتخابات شورای اسلامی دوم (1381)
- معاون دانشجویی-فرهنگی دانشگاه مازندران (1379 - 1380)
- مدیر گروه گروه علوم سیاسی دانشکده حقوق و علوم سیاسی دانشگاه     مازندران (1378 - 1381)
- مسئول حراست دانشگاه پیام نور کشور از سال (1374-1375)

## آثار
- درآمدی بر جامعه‌شناسی سیاسی رفتار رای‌دهی، تالیف مشترک با وحید ذوالفقاری. تهران: انتشارات نگاه معاصر، 1398.
- درآمدی بر جامعه‌شناسی سیاسی تنوع قومی: مسائل و نظریه‌ها. تهران: انتشارات سمت، ۱۳۹۰.
- رویکرد امنیت ملی امام خمینی، مشترک با اکبر بابایی. تهران: پژوهشکده مطالعات راهبردی، ۱۳۹۰.
- پیوند تفاوت‌ها، ویلیام گودیکانست، ترجمه مشترک با مسعود هاشمی. تهران: انتشارات تمدن ایرانی، ۱۳۸۳.
- تحولات سیاسی اجتماعی ایران از شهریور ۱۳۲۰ تا ۱۳۵۷، گروه مؤلفان، به کوشش مجتبی مقصودی. تهران: انتشارات روزنه، ۱۳۸۰.
- مسائل امنیتی ایران، گروه مؤلفان، به اهتمام امیرحسین علینقی. تهران: پژوهشکده مطالعات راهبردی، ۱۳۸۰.
- ساختارهای قدرت، شوارتز منتل، عضو گروه مترجمین، به کوشش ناصر جمالزاده. تهران:  انتشارات مرکز اسناد انقلاب اسلامی، ۱۳۷۹.

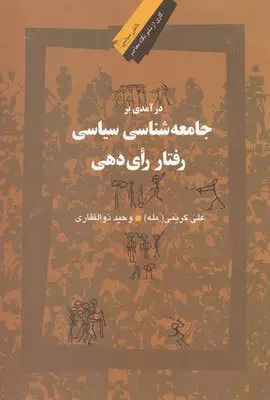
درآمدی بر جامعه‌شناسی سیاسی رفتار رای‌دهی
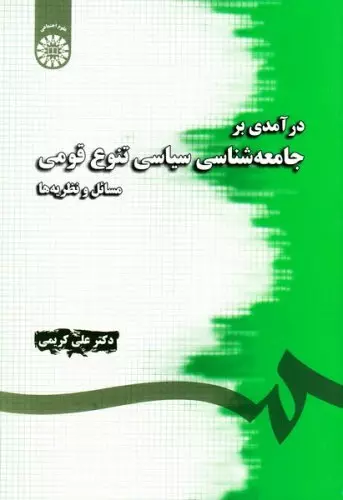
درآمدی بر جامعه‌شناسی سیاسی تنوع قومی
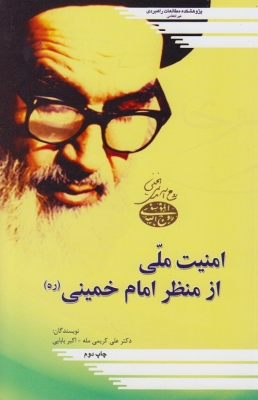
رویکرد امنیت ملی امام خمینی
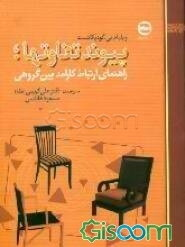
پیوند تفاوت ها
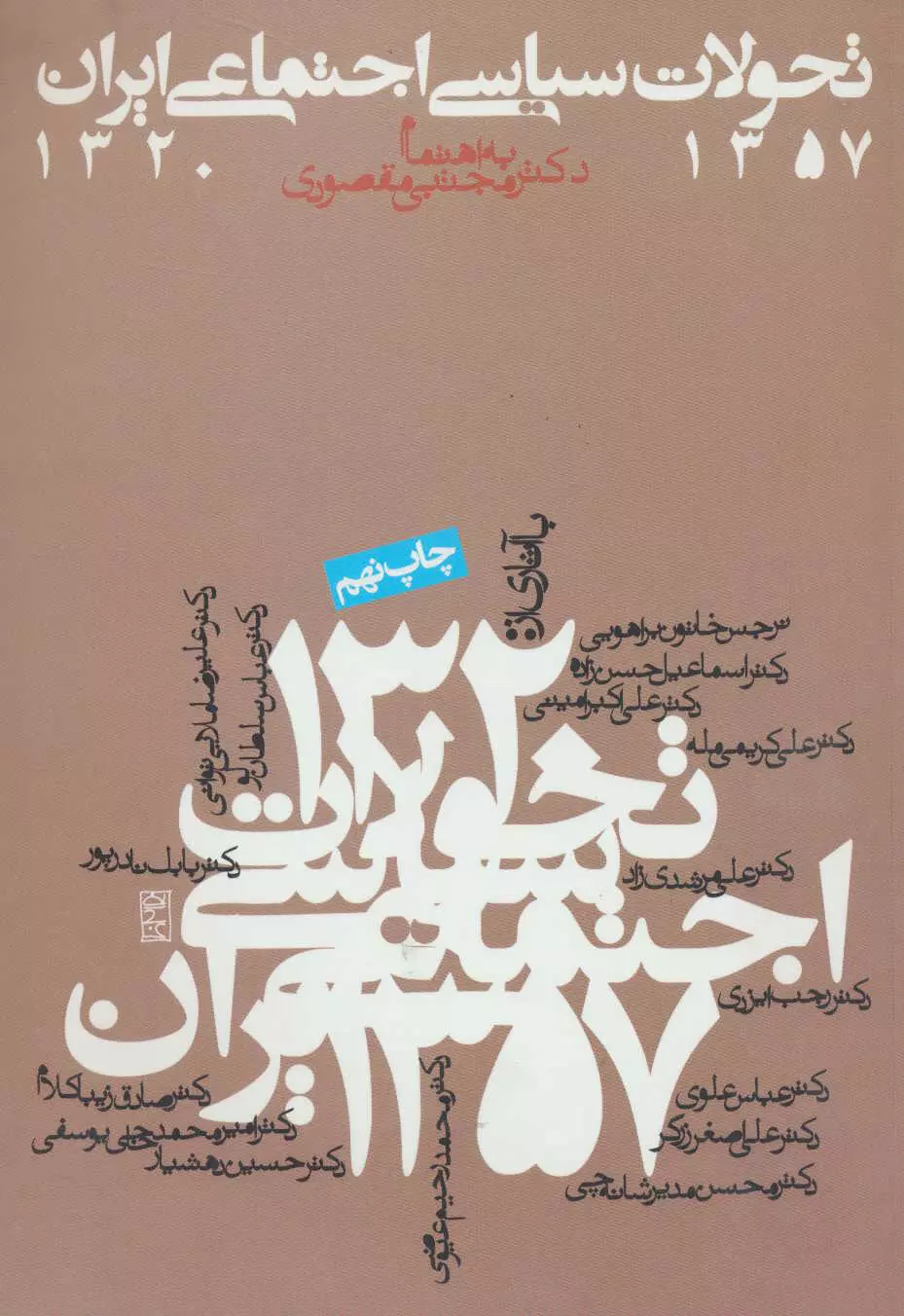
تحولات سیاسی اجتماعی ایران
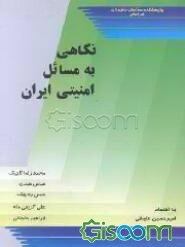
نگاهی به مسائل امنیتی ایران
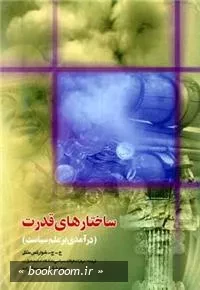
ساختارهای قدرت (درآمدی بر علم سیاست)